# Campionato europeo femminile di pallacanestro Under-18 Division B 2012
Il Campionato europeo femminile di pallacanestro Under-18 2012 (noto anche come FIBA EuroBasket Women Under-18 2012) si è svolto in Macedonia del Nord, a Strumica.

## Classifica finale
| Pos     | Team               |  |
| ------- | ------------------ |  |
| Oro     | Bielorussia        |  |
| Argento | Inghilterra        |  |
| Bronzo  | Portogallo         |  |
| 4.      | Ungheria           |  |
| 5.      | Bulgaria           |  |
| 6.      | Danimarca          |  |
| 7.      | Lituania           |  |
| 8.      | Germania           |  |
| 9.      | Lettonia           |  |
| 10.     | Austria            |  |
| 11.     | Finlandia          |  |
| 12.     | Ucraina            |  |
| 13.     | Israele            |  |
| 14.     | Montenegro         |  |
| 15.     | Macedonia del Nord |  |
| 16.     | Norvegia           |  |
| 17.     | Svizzera           |  |
| 18.     | Scozia             |  |